# Scivias
Scivias è il nome con il quale è conosciuta un'opera illustrata realizzata da Ildegarda di Bingen e basata su 26 visioni, frutto di esperienze mistiche vissute dalla monaca. Trattasi della prima di tre opere in cui l'autrice descrive le sue visioni, la seconda è Liber vitae meritorum e la terza De operatione Dei, anche conosciuta con il titolo di Liber divinorum operum.
Quando Ildegarda fu in vita, lo Scivias divenne la sua opera maggiormente conosciuta e incoraggiò la monaca Elisabetta di Schönau a farsi avanti e pubblicare il manoscritto Liber viarum Dei, dove anche lei descrive le sue apparizioni.

## Struttura dell'opera
Il titolo dell'opera deriva dalla frase latina: "Sci vias Domini" (in italiano: "Conosci le vie del signore") ed è divisa in tre parti principali, rappresentanti la trinità. L'opera, inoltre, presenta una simmetria simbolica: La prima e la seconda parte sono della stessa lunghezza, mentre la terza e ultima parte è lunga quanto le due precedenti messe insieme.
Nella prima parte è inclusa una piccola prefazione, in cui l'autrice spiega come sia stata comandata a mettere per iscritto le sue esperienze mistiche e inizia con la descrizione delle prime sei visioni, con temi che spaziano dalla creazione a quello della caduta dell'uomo.
Nella seconda parte sono contenute sette visioni che vedono come temi principali Gesù, la chiesa e i sacramenti.
La terza, e ultima parte, contiene invece tredici visioni, il cui tema principale è l'apocalisse e la venuta del regno di Dio. Di particolare rilevanza è l'ultima visione, che contiene 14 canti e una porzione di un'opera postuma, della stessa autrice, intitolata Ordo Virtutum.
All'inizio e alla fine di ogni parte, è presente un segno che indicizza la natura profetica della parte dell'opera a cui fa riferimento. Al termine di ogni visione, inoltre, è presente una frase conclusiva.
Il testo dei 14 canti è estremamente criptico e sembra composto con la tecnica del Trobar Clus, la stessa utilizzata dai trovatori.

## Manoscritti ed edizioni

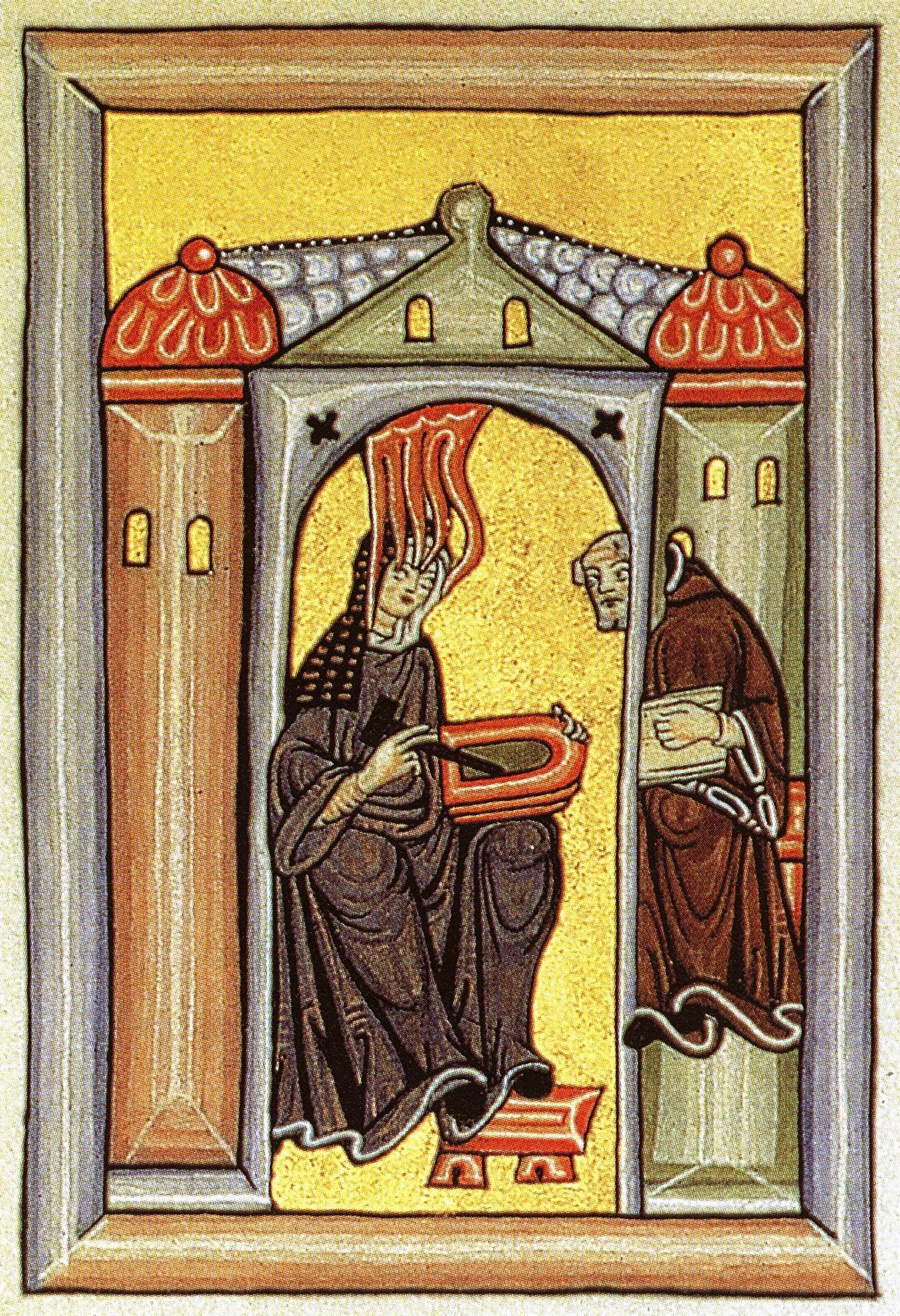
Frontespizio di una copia dello Scivias che rappresenta Ildegarda durante una visione mistica

Originariamente, sembra che esistessero circa dieci copie dello Scivias, di queste solo otto sono arrivate fino ai giorni nostri. La copia di maggior valore storico e culturale è quella che, in passato, venne posta sotto la custodia di Berta di Bingen che, in seguito, venne proclamata santa ed è tuttora venerata come tale sia dalla chiesa cattolica che da quella ortodossa. Ella stessa supervisionò la stesura di questa versione dello Scivias.
La prima trascrizione moderna dello Scivias venne effettuata nel 1928 da una suora dell'abbazia di Santa Ildegarda, in Germania. Successivamente una seconda edizione, questa volta dai toni più critici, venne redatta nel 1978 da altre due monache della stessa abbazia.

## Stesura dell'opera
Stando a quanto raccontato dalla stessa Ildegarda, lei stessa ricevette da Dio l'ordine di trascrivere le proprie visioni in modo da poterle condividere con i fedeli. Nonostante iniziasse la stesura dello Scivias a circa 42 anni, la donna affermò di aver avuto questo tipo di visioni già all'età di 5 anni ma di averlo confidato solamente a un certo Volmar, monaco dell'ordine di Disibodo, e alla contessa Jutta von Sponheim.
Per ragioni di umiltà o forse per la paura di essere considerata un'eretica, la religiosa espresse molta esitazione nel mettere per iscritto questi fenomeni ma, dopo la forte insistenza di Volmar, si decise a chiedere il permesso all'abate dell'Abbazia di Disibodenberg, il quale acconsentì.
Sembra che, anche dopo aver ricevuto il permesso, Ildegarda fosse talmente impressionata dalle sue visioni, che contattò Bernardo di Chiaravalle, il quale la incoraggiò a procedere con la stesura dell'opera, ritenendo che le visioni fossero veramente opera di Dio.
Una delegazione di Disibodenberg portò una copia appena scritta a Papa Eugenio III, il quale autorizzò la pubblicazione del manoscritto.
Non è chiaro se le miniature vennero disegnate proprio da Ildegarda. Secondo la storica Madeline Caviness, la monaca, durante le sue esperienze mistiche, dettava le proprie visioni a degli assistenti che, nel mentre, provvedevano a creare degli abbozzi ai quali, in secondo momento, vennero aggiunti i dettagli per essere ultimati.